# Discoteca

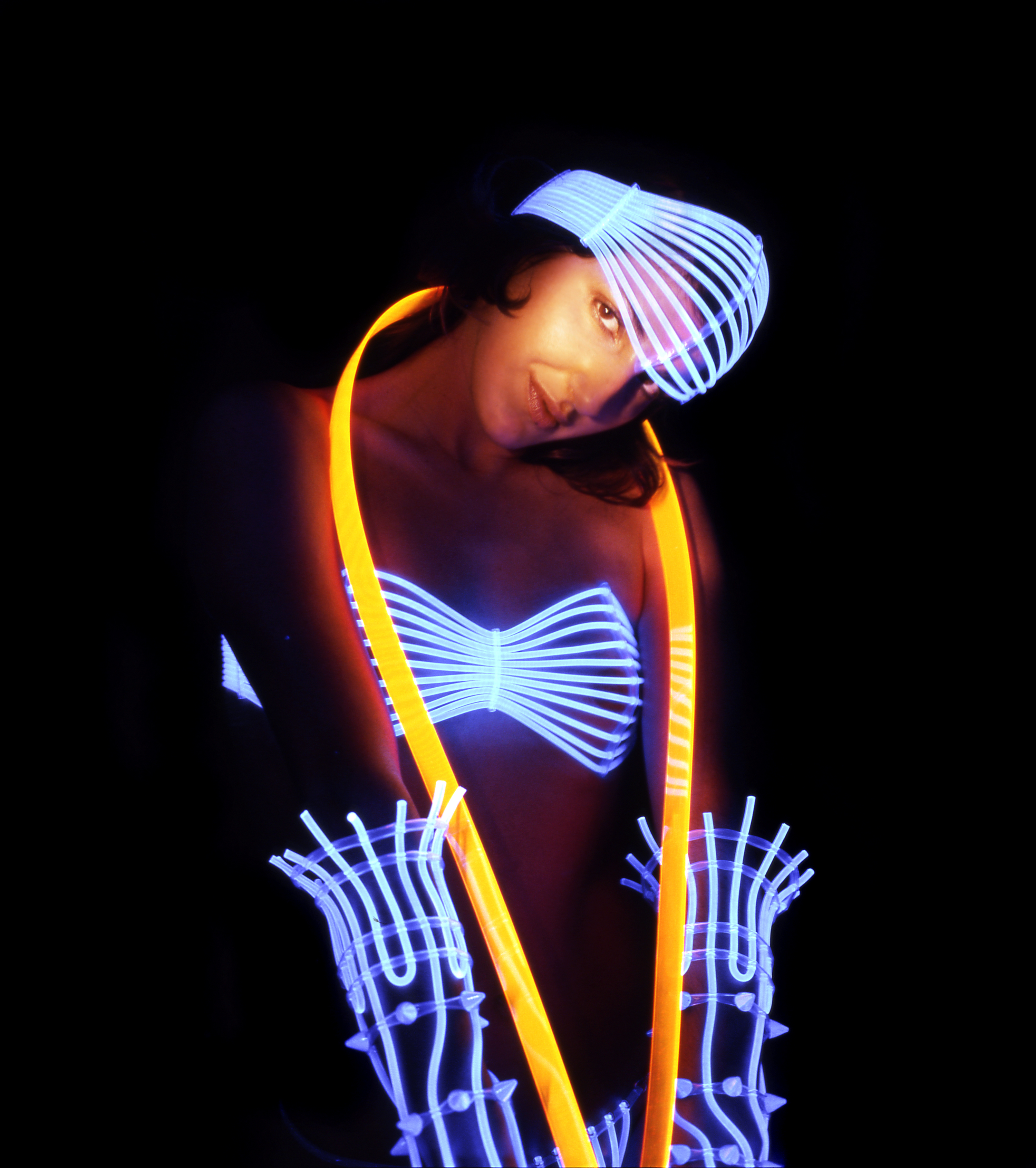
Performance artística em discoteca (artista: Beo Beyond)

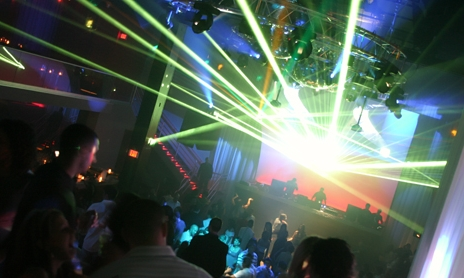
Discoteca na Flórida, nos Estados Unidos

Discoteca,  boate, danceteria, casa noturna  ou ainda clube ou balada é um local destinado à prática da dança, por motivos lúdicos ou profissionais.
Foi popularizada mundialmente com o filme Os embalos de sábado à noite, com John Travolta e, no Brasil, com a telenovela Dancin' Days. A palavra também indica coletivo de discos.

## Origem
O termo "danceteria" foi criado durante a ressaca da discoteca (lugar onde se tocava música disco) já no fim dos anos 70 e início dos anos 80. Na realidade, os dois termos têm uma correlação estreita. No início dos anos 1980, a discoteca acabou agonizando e os empresários envolvidos se endividaram e começaram então a sinalizar a necessidade de reciclagem. Foi então que a música disco teve seu grande auge nos anos 1970, em nível mundial. Nos anos 1980 e 1990, poucos espaços desfrutaram de um certo estatuto e na primeira década do século XXI saíram das áreas urbanas e ganharam o campo - é a denominação de rave, que também encontra uma ligação estreita com os termos danceteria e discoteca. Nos anos 1990, o rock'n'roll perdeu um grande espaço para a música pop. Na mesma época, a house music surgiu das "cinzas" da disco music, popularizando a música eletrônica, que é atualmente um dos movimentos musicais que mais crescem no mundo.

## Portugal
Em Portugal, não é usual o termo "danceteria", uma vez que discoteca serve igualmente para designar uma coleção de discos (assim como biblioteca é para livros), o lugar onde estes se guardam (idem), ou onde se vendem (neste caso também se pode dizer loja de discos), ou o espaço onde se põem discos a tocar com o objectivo de dançar (não sendo para dançar já não será tido como discoteca). Um dos raros casos em que foi usado o termo em Portugal o termo danceteria foi no fim dos anos 1980, quando, no Porto, o Teatro Rivoli foi adaptado para local de dança, sendo dirigido por um empresário brasileiro.